# 巴尔萨雷尼
巴尔萨雷尼，是西班牙加泰罗尼亚巴塞罗那省的一个市镇。总面积37平方公里，总人口3474人（2013年），人口密度94人/平方公里。